# أسيير أرانز مارتين
أسيير أرانز مارتين (بالإسبانية: Asier Arranz)‏ (مواليد 28 مارس 1987 في كويلار - إسبانيا) لاعب كرة قدم إسباني يلعب حاليا لصالح نادي الدرجة الثانية نومانسيا الإسباني منذ 2010 في مركز الجناح الأيسر كما يجيد اللعب في مركز الجناح الأيمن .

## روابط خارجية
- أسيير أرانز مارتين على موقع قاعدة بيانات كرة القدم.إي يو (الإنجليزية)
- أسيير أرانز مارتين على موقع Soccerway.com (الإنجليزية)